# Zouk Look
 (novembre 2022).
Si vous disposez d'ouvrages ou d'articles de référence ou si vous connaissez des sites web de qualité traitant du thème abordé ici, merci de compléter l'article en donnant les références utiles à sa vérifiabilité et en les liant à la section « Notes et références ».
Zouk Look est un duo de chanteurs composé de deux frères, Fabian et Jerry Charbonnier, originaires de la Guadeloupe.

## Biographie
Les deux frères sont nés en 1972 et 1973.
Originaires de Saint-Martin, ils ont fréquenté dans les années 80 le pensionnat de Bouillon à Basse-Terre.
Leur famille comptait plusieurs chanteurs, ce qui les pousse à pratiquer cette passion, ce métier.

## Chansons
- 180
- Ou té pèd
- Océan
- Tchè nofrajé
- J'm
- Plézi lanmou
- Let's fall in love
- Fe nou flash
- Nou ja pri
- Mache sou yo
- Yeah
- Tout sa nou viv
- 1000 xkuz
- Sunshine
- 20 ans pli ta
- Pleure
- Fontaine
- Salut
- Epok en nou
- Lan min
- Parce que la musique demeure
- Party Overthere
- 14 février
- J'M
- Tant pis pour moi
- Nous me manque
- Sad song
- Une de perdue

## Influences
Zouk Look est influencé par les courants musicaux suivants :
- Zouk ;
- Reggae ;
- RnB ;
- Hip-hop ;
- Dancehall ;
- Reggeaton ;
- Crunk ;
- Pop music ;
- Classical music ;
- Ethnic music.